# Colli Asolani
Colli Asolani este o arie protejată (arie specială de conservare — SAC, sit de importanță comunitară — SCI) din Italia întinsă pe o suprafață de 2.202 ha, integral pe uscat.

## Localizare
Centrul sitului Colli Asolani este situat la coordonatele 45°49′06″N 11°57′00″E / 45.818333°N 11.95°E.

## Înființare
Situl Colli Asolani a fost declarat sit de importanță comunitară în septembrie 1995 pentru a proteja 20 de specii de animale. Situl a fost protejat și ca arie specială de conservare în iulie 2018.

## Biodiversitate
Situată în ecoregiunea continentală, aria protejată conține 3 habitate naturale: Pajiști uscate seminaturale și facies de acoperire cu tufișuri pe substraturi calcaroase (Festuco-Brometalia) (* situri importante pentru orhidee), Păduri ilirice de stejar și carpen (Erythronio-Carpinion), Păduri de Castanea sativa.
La baza desemnării sitului se află mai multe specii protejate:
- păsări (9): uliu păsărar (Accipiter nisus), caprimulg (Caprimulgus europaeus), cristeiul de câmp (Crex crex), vânturel roșu (Falco tinnunculus), vânturel de seară (Falco vespertinus), gaia neagră (Milvus migrans), ciuf-pitic (Otus scops), viespar (Pernis apivorus), ciocănitoarea verde (Picus viridis)
- amfibieni (2): izvoraș-cu-burta-galbenă (Bombina variegata), Rana latastei
- mamifere (5): liliac cu aripi lungi (Miniopterus schreibersii), liliac comun (Myotis myotis), liliacul mediteranean cu potcoavă (Rhinolophus euryale), liliacul mare cu potcoavă (Rhinolophus ferrumequinum), liliacul mic cu potcoavă (Rhinolophus hipposideros)
- nevertebrate (2): rădașcă (Lucanus cervus), Osmoderma eremita
- pești (2): Barbus plebejus, Cobitis bilineata

Pe lângă speciile protejate, pe teritoriul sitului au mai fost identificate 3 specii de plante, 3 specii de mamifere, 1 specie de reptile.